# بخش بیلوار
بیلوار (به کُردی: بێڵه‌وار) یکی از بخش‌های شهرستان کرمانشاه در استان کرمانشاه ایران است.

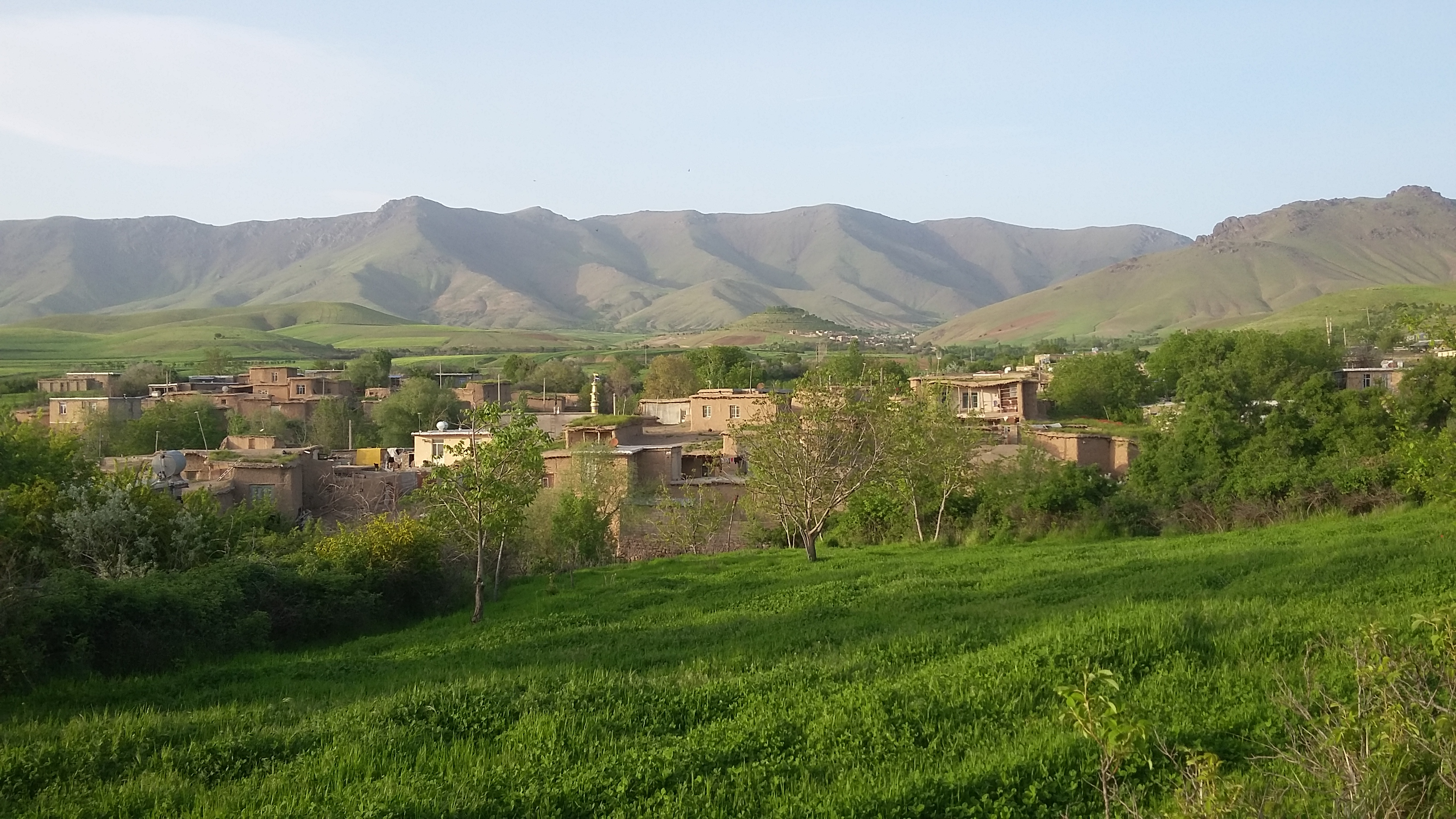
روستای میانرود

## تقسیمات کشوری
بخش بیلوار از دو دهستان تشکیل شده است:
- دهستان پشت دربند
- دهستان رازآور

## جمعیت
براساس سرشماری سال ۱۳۹۵ جمعیت بخش بیلوار ۱۷٬۰۶۹ نفر بوده است.
شهر قلعه با ۲۰۰۰  نفرجمعیت پر‌جمعیت ترین 

## بخشداری بیلوار

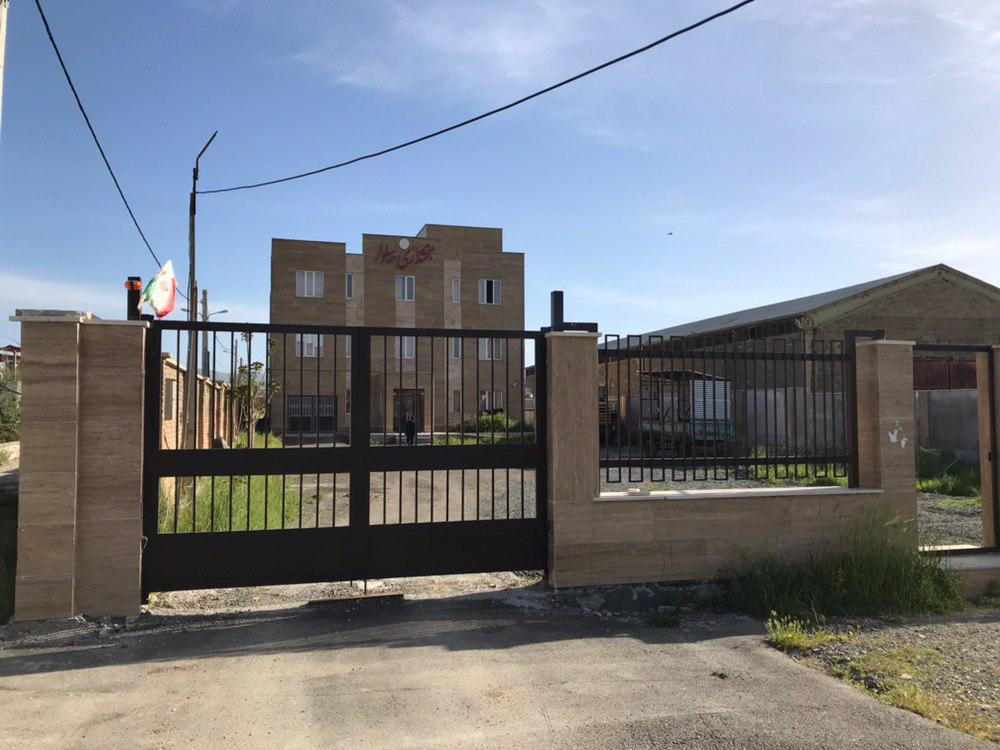
بخشداری بیلوار

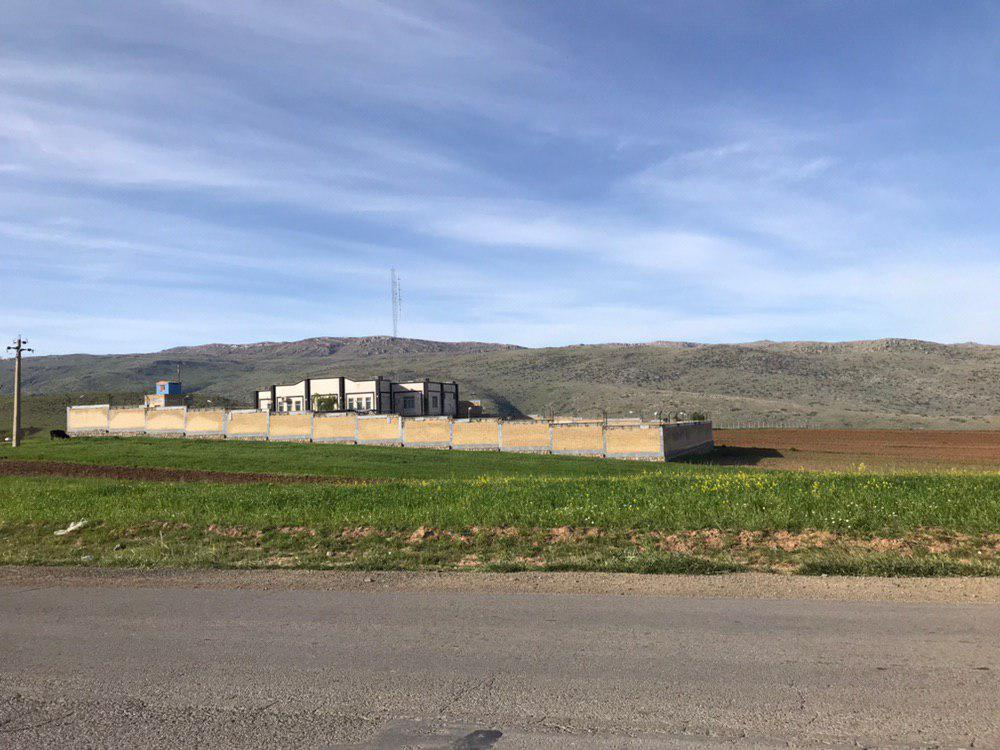
پاسگاه قلوز

## جشن‌ها و آیین‌ها
عید نوروز، آیین شو چله (شب یلدا)، آیین چمری

## جغرافیای دشت

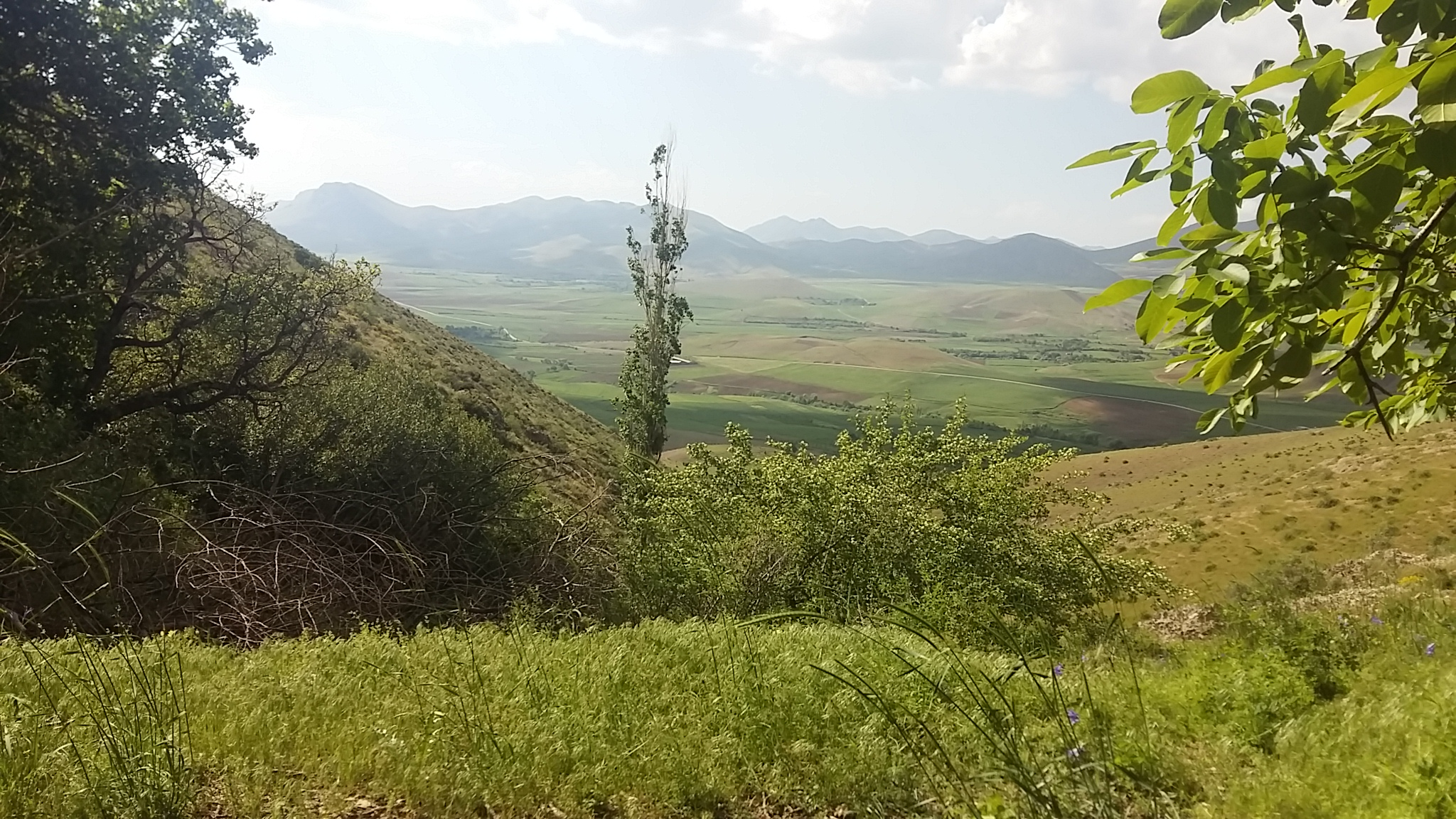
دشت بیلوار، دامنه کوه کوریه زر

دشت بیلوار در ۷۵ کیلومتری شمال غربی کرمانشاه به وسعت ۴۲۲۳۹۰۱ کیلومتر مربع با ارتفاع ۱۴۰۰ متر از سطح دریا و با متوسط بارندگی ۳۷۰ میلی‌متر جزو مناطق معتدل کوهستانی زاگرس است؛ که از شمال به کلیایی، از شرق به دینور، از جنوب به پایروند، از جنوب غربی به میاندربند و از غرب و شمال غربی نیز به استان کردستان منتهی می‌شود. کوه‌های باغچه، سیاه کمر، بلوچ، زیلو، آژوان، کوریه زر و رودخانه پرآب رازآور در این دشت واقع است. دشت بیلوار دارای چشمه‌ها و سراب‌هایی است. از جمله می‌توان سراب شاه حسین، سراب کلوچه، سراب چای، چم داشتی، چشمه هاله کو، چشمه گراو و چشمه نوربخش را نام برد.

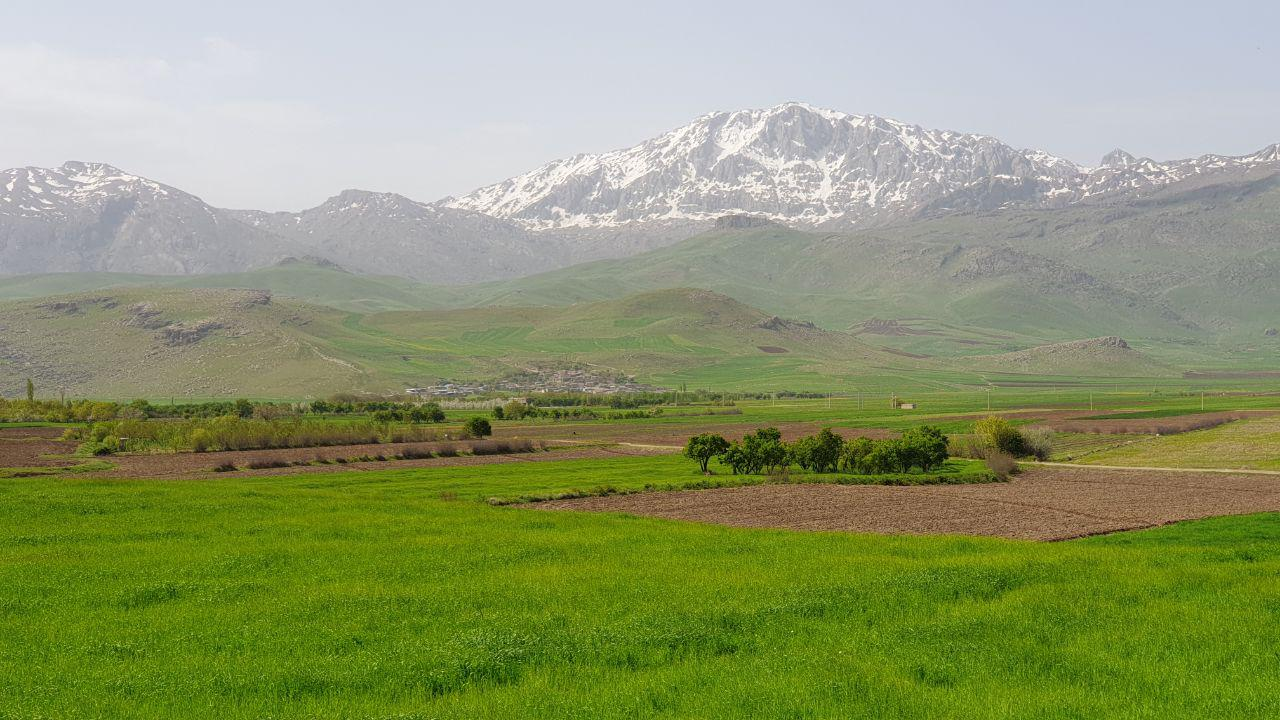
کوه بلوچ (بلوط)

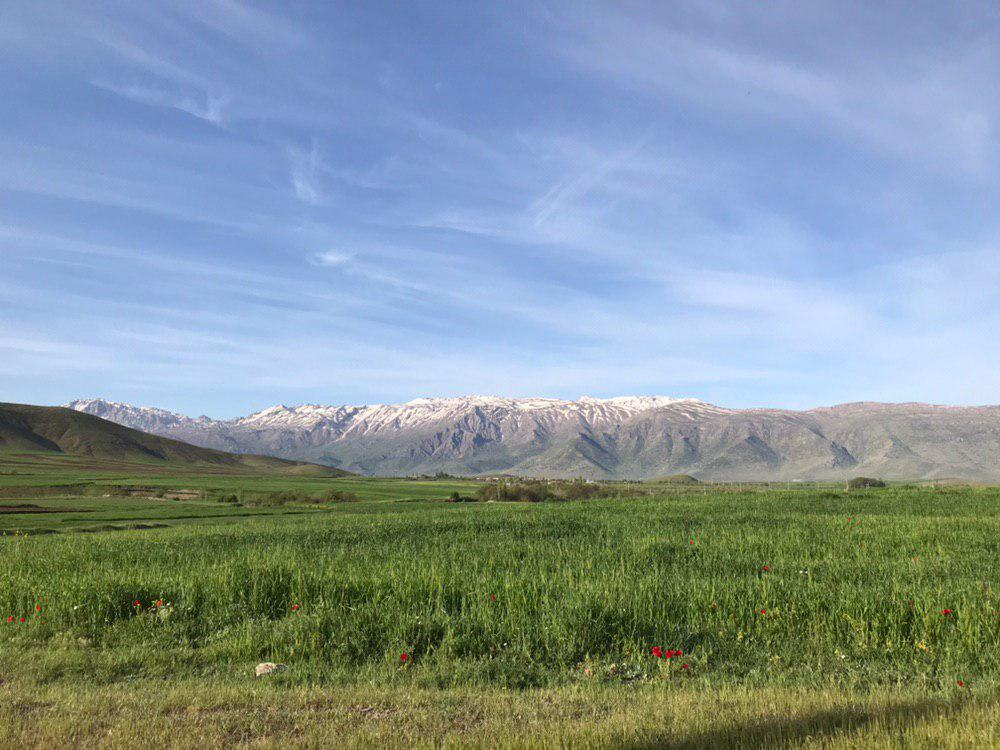
کوه آژوان

## کشاورزی
عمده محصول تولیدی بخش بیلوار گندم، جو و نخود است؛ ولی در سال‌های اخیر با مکانیزه شدن ادوات کشاورزی، محصولاتی همچون سیب زمینی، گوجه فرنگی، ذرت (به طوریکه رکورد ۱۴ تن در هر هکتار نیز گزارش شده)، تخمه آفتابگردان و سایر محصولات کشاورزی نیز تولید می‌شود.
روستاهای رزین، رازیان، سورنی، کمره گره، کهریز، چشمه کبود بیشترین تولید گندم را دارند.
مجید مرزبانی با تولید11تن و 200کیلوگرم گندم در هکتار رکورددار این محصول در استان کرمانشاه می باشد

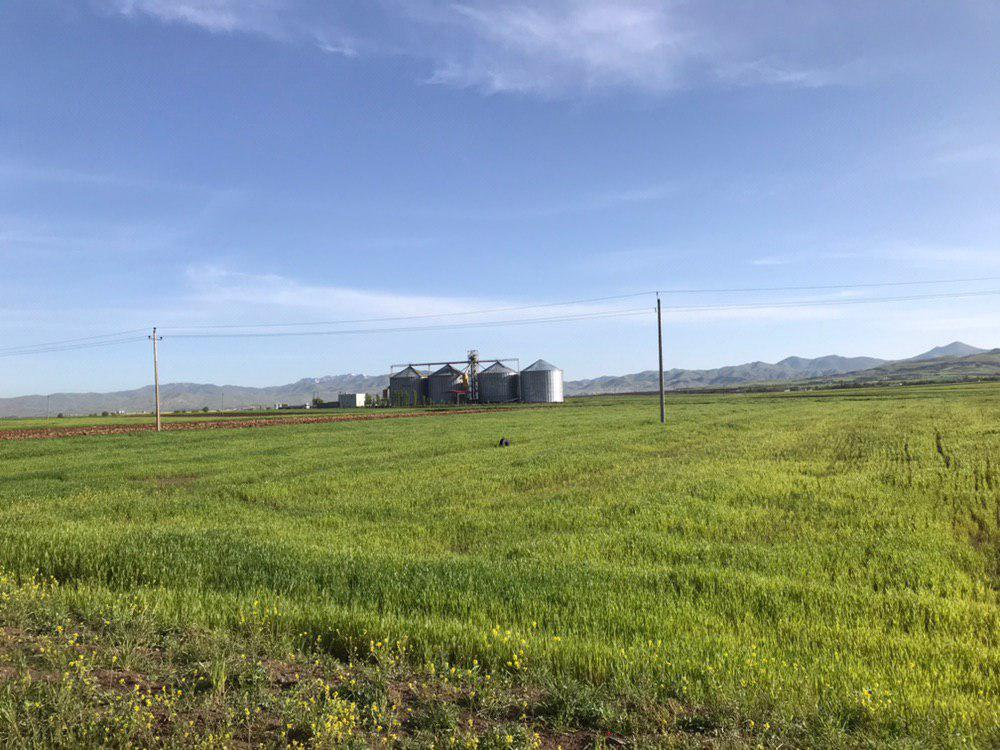
سیلوی گندم روستای گندآب

## باغداری
زمین‌های حاصلخیز و آب کافی، بیلوار را به یکی از قطب‌های باغداری کرمانشاه مبدل کرده است. قنات‌های چندصد ساله گواه است (به‌طور مثال: قنات روستای باقرآباد قدمتی ۲۵۰۰ ساله دارد) که در این منطقه امر باغداری از دیرباز یکی از مشاغل مردم بوده به طوریکه انگور روستاهایی همچون سماق ورمزان، میانرود، بیولان و … زبانزد عام و خاص است.
همچنین می‌توان به سیب سرتخت و باغداری مکانیزه روستاهای زین الدین، جبارآباد و کمشور اشاره کرد.

## مکان‌های زیارتی و گردشگری

### بقعه مبارکه آقا سید صالح
بقعه آقا سیدصالح موسوی در روستای وزمله بیلوار قرار دارد.

### نور بخش (نۊر وه خش)
چشمه نوربخش (نۊر وه خش) در دامنه کوه کوریه زر جاری و مکانی زیبا و دیدنی هست.
بر اساس یک باور قدیمی در میان مردم روستاهای میانرود، جبارآباد، زین الدین و روستاهای اطراف حسین و یارانش هنگام عزیمت به کربلا در این مکان اتراق نموده‌اند و از آب چشمه نوربخش (نۊر وه خش) نوشیده‌اند. این مکان جایگاه خاصی در باورهای قدیمی دارد و مکانی مقدس شمرده می‌شود.
کرم بست

روستای گردشگردی کرم بست با کوچه باغ‌ها و چشمه‌های خروشان از دیگر مقاصد گردشگری این ناحیه است.

## آثار باستانی

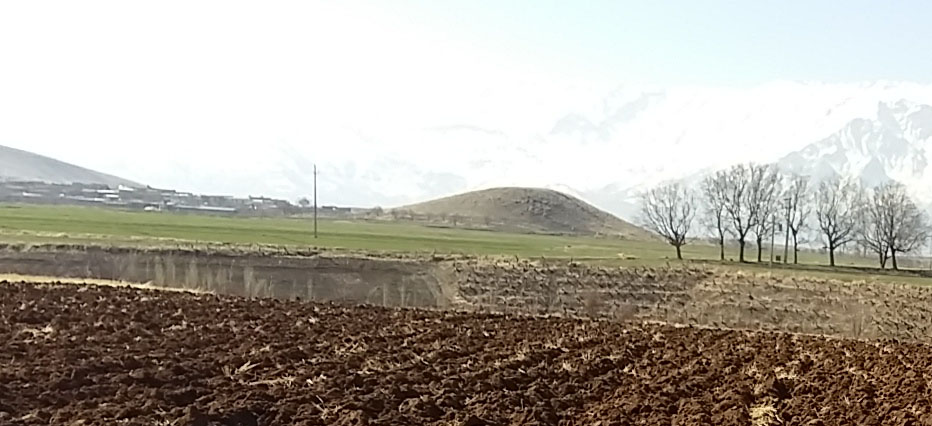
تپه زین الدین

تپه زین الدین مربوط به دوره سلوکیان - دوره اشکانیان است و در دهستان پشت دربند، در حاشیهٔ غربی روستای زین الدین واقع شده و این اثر در تاریخ ۱۵ دی ۱۳۸۷ با شمارهٔ ثبت ۲۴۱۳۹ به‌عنوان یکی از آثار ملی ایران به ثبت رسیده است.
تپه سورنی سفلا مربوط به عصر مس و سنگ - عصر آهن است و در دهستان رازآور، وسط روستای سورنی سفلا واقع شده و این اثر در تاریخ ۱۵ دی ۱۳۸۷ با شمارهٔ ثبت ۲۴۱۳۳ به‌عنوان یکی از آثار ملی ایران به ثبت رسیده است.
تپه کمره گره مربوط به دوران پیش از تاریخ ایران باستان - دوره ایلخانی است و در دهستان رازآور بیلوار، ۳۰۰ متری جنوب روستای کمره گره واقع شده و این اثر در تاریخ ۷ خرداد ۱۳۸۷ با شمارهٔ ثبت ۲۲۸۳۰ به‌عنوان یکی از آثار ملی ایران به ثبت رسیده است.
تپه موشاخان مربوط به عصر آهن - دوره هخامنشی - دوره سلجوقیان است و در دهستان رازآور، روستای موشاخان واقع شده و این اثر در تاریخ ۷ خرداد ۱۳۸۷ با شمارهٔ ثبت ۲۲۸۱۸ به‌عنوان یکی از آثار ملی ایران به ثبت رسیده است.
تپه قیسوند ۱ مربوط به دوران پیش از تاریخ ایران باستان تا دوران‌های تاریخی پس از اسلام است و در دهستان رازآور، روستای قیسوند واقع شده و این اثر در تاریخ ۷ مهر ۱۳۸۱ با شمارهٔ ثبت ۶۴۴۵ به‌عنوان یکی از آثار ملی ایران به ثبت رسیده است.
تپه قیسوند ۲ مربوط به دوران پیش از تاریخ ایران باستان است و در روستای قیسوند واقع شده و این اثر در تاریخ ۷ مهر ۱۳۸۱ با شمارهٔ ثبت ۶۴۴۶ به‌عنوان یکی از آثار ملی ایران به ثبت رسیده است.
تپه قیسوند ۳ مربوط به دوره اشکانیان - دوره ساسانیان است و در ۳۵۰ متری شمال غربی روستای قیسوند واقع شده و این اثر در تاریخ ۷ خرداد ۱۳۸۷ با شمارهٔ ثبت ۲۲۸۳۳ به‌عنوان یکی از آثار ملی ایران به ثبت رسیده است.
تپه قیسوند ۴ مربوط به دوره اشکانیان - دوره هخامنشی است. در ۷۰۰ متری روستای قیسوند واقع شده و این اثر در تاریخ ۷ خرداد ۱۳۸۷ با شمارهٔ ثبت ۲۲۷۹۹ به‌عنوان یکی از آثار ملی ایران به ثبت رسیده است.
تپه قیسوند ۵ مربوط به دوره نوسنگی - سده‌های اولیه دوران‌های تاریخی پس از اسلام است و در ۱ کیلومتری جنوب غربی روستای قیسوند واقع شده و این اثر در تاریخ ۱۵ دی ۱۳۸۷ با شمارهٔ ثبت ۲۴۱۳۷ به‌عنوان یکی از آثار ملی ایران به ثبت رسیده است.